# Eurillas virens
El bulbul verde (Eurillas virens) es una especie de ave paseriforme de la familia Pycnonotidae propia del África tropical. 

## Descripción

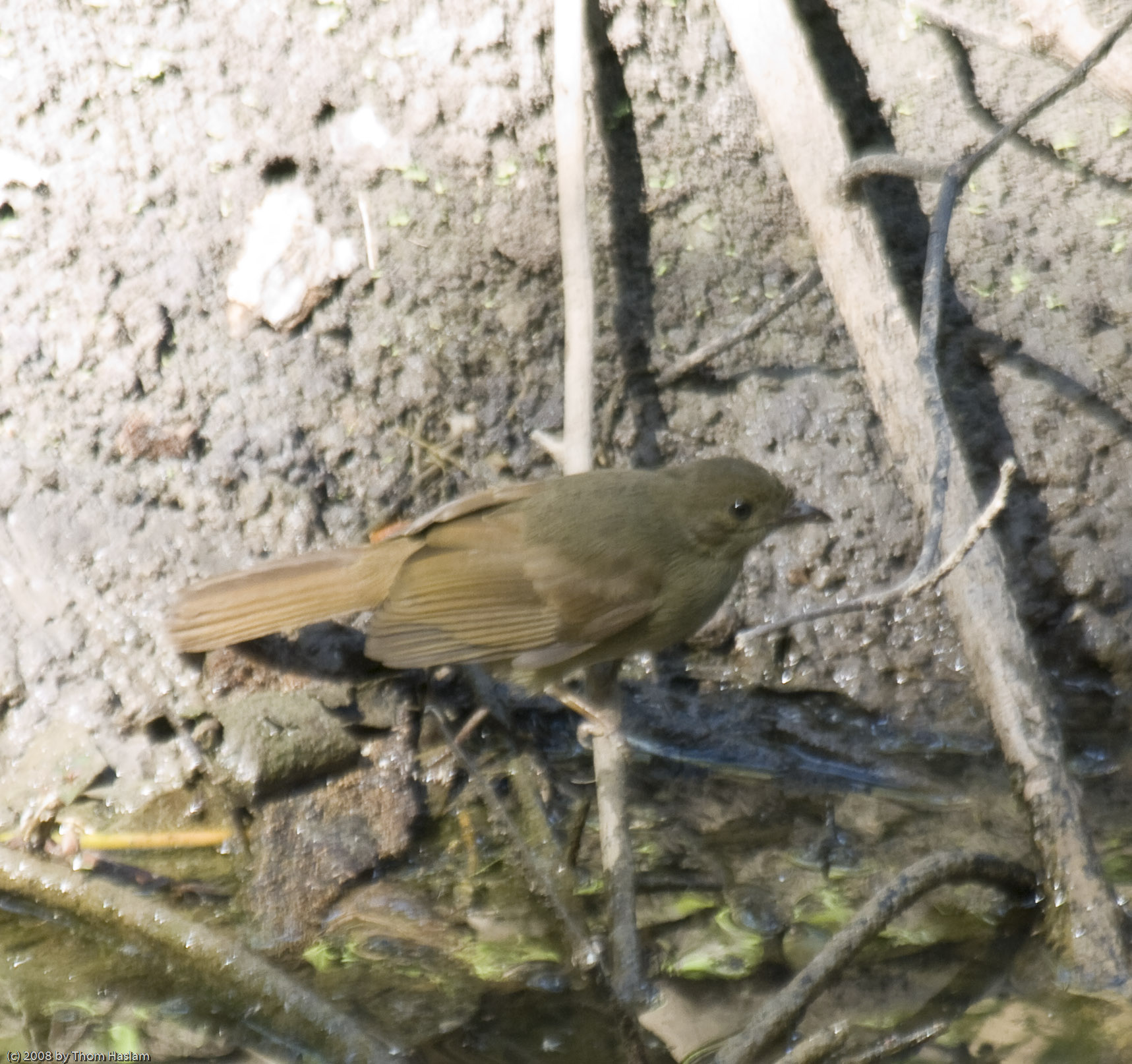
Ejemplar en Gambia.

El bulbul verde es un pájaro pequeño, que alcanza una longitud de 18,7 cm, con las alas de unos 8 cm y la cola de unos 7,7 cm. La parte superior de su cola y alas son pardas, mientras que su pecho, flancos son de color verdoso (de lo que deriva el nombre de la especie, virens en latín significa «verde»). Su pico es marrón, como el iris de sus ojos, mientras que sus patas son de color ocre amarillento claro.

## Taxonomía
El bulbul verde fue descrito científicamente en 1857 dentro del género Andropadus. Posteriormente algunos expertos lo clasificaron en el género Pycnonotus. En 2007 fue reclasificado en el género Eurillas.
Se reconocen cinco subespecies:
- E. v. amadoni - (Dickerman, 1997): localizada en Bioko;
- E. v. erythroptera - (Hartlaub, 1858): se encuentra desde Gambia al sur de Nigeria
- E. v. virens - (Cassin, 1857): se extiende desde el oeste de Camerún a Sudán del Sur, el oeste de Kenia, y el sur de la República Democrática del Congo y el norte de Angola
- E. v. zanzibarica - Pakenham, 1935: presente en Zanzíbar
- E. v. zombensis - (Shelley, 1894): se encuentra desde el sureste de la República Democrática del Congo y el norte de Zambia al suerte de Kenia y el norte de Mozambique.[6][7]

## Distribución y hábitat
El bulbul verde se encuentra en África occidental, África central y parte de África oriental húmeda.
Su hábitats naturales son los bosques húmedos tropicales y las sabanas húmedas.